# Gruppo spaziale
Il concetto di gruppo spaziale è nato nell'ambito dello studio delle disposizioni nello spazio di oggetti tridimensionali. L'argomento è stato affrontato da alcuni matematici nel XIX secolo, in particolare Barlow, Fedorov, Sohncke e Schoenflies.
Essi provarono a combinare tutte le classi di simmetria puntuale possibili con le operazioni traslazionali sia semplici che complesse (piani di scorrimento e assi di roto-traslazione)  ed ottennero tutte le possibili disposizioni in uno spazio a tre dimensioni di oggetti tridimensionali.
Si poté così dimostrare che ciascun oggetto ordinato e periodico nelle tre dimensioni deve necessariamente appartenere ad uno di 230 gruppi spaziali.
Le operazioni di simmetria di ognuno dei 230 gruppi spaziali, costituiscono un gruppo nel senso matematico del termine. In questo caso la legge di combinazione è la semplice applicazione successiva delle operazioni di simmetria.

## Simbologia
Per indicare il gruppo spaziale di appartenenza di un cristallo se ne può indicare il numero poiché ad ognuno di essi è stato convenzionalmente assegnato un numero progressivo (da 1 a 230).
In alternativa si può usare una simbologia composta da due parti:
- Una lettera maiuscola che identifica il tipo di reticolo:
  - P - primitivo
  - C - centratura della faccia C (in modo analogo con A oppure B)
  - F - centratura di tutte le facce
  - I - centratura del corpo
- Simboli delle simmetrie indicati con il sistema Hermann-Mauguin. L'ordine dei simboli dipende dal reticolo di Bravais considerato.

## Gruppo cristallino
In cristallografia, prendendo come riferimento per la classificazione i parametri delle facce dei cristalli, si possono individuare tre gruppi cristallini:
- monometrico: i tre parametri sono uguali;
- dimetrico: vi sono due parametri uguali;
- trimetrico: tutti e tre i parametri sono diversi tra loro.

## Operazioni di simmetria
In 3 dimensioni, i gruppi spaziali sono formati dalla combinazione dei 32 gruppi puntuali con i 14 reticoli di Bravais, ognuno dei quali già appartiene ad uno dei 7 sistemi cristallini. Ciò comporta come il gruppo spaziale possegga elementi tipici di questi tre sistemi.

### Traslazioni
Le traslazioni formano un gruppo abeliano di ordine 3, chiamato reticolo di Bravais. Questo determina le dimensioni e gli angoli della cella primitiva del gruppo spaziale, nonché le sue caratteristiche di traslazione nello spazio.

### Piano glide (slittopiano)
Il piano glide (o slittopiano) consiste nella riflessione attraverso un piano di simmetria ed una successiva traslazione parallelamente a quel piano. È denominato a, b, c, n o d a seconda dell'orientamento del piano rispetto alle assi primarie della cella elementare.

### Asse screw (elicogira)
Questa asse di simmetria consiste nella rotazione attorno all'asse, seguita da una traslazione nella stessa direzione dell'asse. Viene denotata da un numero, N, a seconda del grado di rotazione (ad esempio, N=3 indica una rotazione di 120°). La quantità di traslazione è indicata con un pedice successivo al numero N che indica quanto lunga è la traslazione in funzione della lunghezza del vettore fondamentale. Ad esempio, la dicitura 21 indica una rotazione di 180° seguita da una traslazione di lunghezza pari ad 1/2 rispetto al vettore fondamentale.

## Lista dei gruppi spaziali in tre dimensioni
| #       | Sistema cristallino | Gruppo puntuale | Gruppo puntuale | Gruppo spaziale (notazione internazionale) |
| #       | Sistema cristallino | Hermann-Mauguin | Schoenflies     | Gruppo spaziale (notazione internazionale) |
| ------- | ------------------- | --------------- | --------------- | --- |
| 1       | Triclino (2)        | 1               | C1              | P1 |
| 2       | Triclino (2)        | 1               | Ci              | P1 |
| 3–5     | Monoclino (13)      | 2               | C2              | P2, P21, C2 |
| 6–9     | Monoclino (13)      | m               | Cs              | Pm, Pc, Cm, Cc |
| 10–15   | Monoclino (13)      | 2/m             | C2h             | P2/m, P21/m, C2/m, P2/c, P21/c, C2/c |
| 16–24   | Ortorombico (59)    | 222             | D2              | P222, P2221, P21212, P212121, C2221, C222, F222, I222, I212121 |
| 25–46   | Ortorombico (59)    | mm2             | C2v             | Pmm2, Pmc21, Pcc2, Pma2, Pca21, Pnc2, Pmn21, Pba2, Pna21, Pnn2, Cmm2, Cmc21, Ccc2, Amm2, Aem2, Ama2, Aea2, Fmm2, Fdd2, Imm2, Iba2, Ima2                                  |
| 47–74   | Ortorombico (59)    | mmm             | D2h             | Pmmm, Pnnn, Pccm, Pban, Pmma, Pnna, Pmna, Pcca, Pbam, Pccn, Pbcm, Pnnm, Pmmn, Pbcn, Pbca, Pnma, Cmcm, Cmce, Cmmm, Cccm, Cmme, Ccce, Fmmm, Fddd, Immm, Ibam, Ibca, Imma   |
| 75–80   | Tetragonale (68)    | 4               | C4              | P4, P41, P42, P43, I4, I41 |
| 81–82   | Tetragonale (68)    | 4               | S4              | P4, I4 |
| 83–88   | Tetragonale (68)    | 4/m             | C4h             | P4/m, P42/m, P4/n, P42/n, I4/m, I41/a |
| 89–98   | Tetragonale (68)    | 422             | D4              | P422, P4212, P4122, P41212, P4222, P4212, P4322, P43212, I422, I4122 |
| 99–110  | Tetragonale (68)    | 4mm             | C4v             | P4mm, P4bm, P42cm, P42nm, P4cc, P4nc, P42mc, P42bc, I4mm, I4cm, I41md, I41cd                                                                                             |
| 111–122 | Tetragonale (68)    | 42m             | D2d             | P42m, P42c, P421m, P421c, P4m2, P4c2, P4b2, P4n2, I4m2, I4c2, I42m, I42d                                                                                                 |
| 123–142 | Tetragonale (68)    | 4/mmm           | D4h             | P4/mmm, P4/mcc, P4/nbm, P4/nnc, P4/mbm, P4/mnc, P4/nmm, P4/ncc, P42/mmc, P42/mcm, P42/nbc, P42/nnm, P42/mbc, P42/mnm, P42/nmc, P42/ncm, I4/mmm, I4/mcm, I41/amd, I41/acd |
| 143–146 | Trigonale (25)      | 3               | C3              | P3, P31, P32, R3 |
| 147–148 | Trigonale (25)      | 3               | S6              | P3, R3 |
| 149–155 | Trigonale (25)      | 32              | D3              | P312, P321, P3112, P3121, P3212, P3221, R32 |
| 156–161 | Trigonale (25)      | 3m              | C3v             | P3m1, P31m, P3c1, P31c, R3m, R3c |
| 162–167 | Trigonale (25)      | 3m              | D3d             | P31m, P31c, P3m1, P3c1, R3m, R3c, |
| 168–173 | Esagonale (27)      | 6               | C6              | P6, P61, P65, P62, P64, P63 |
| 174     | Esagonale (27)      | 6               | C3h             | P6 |
| 175–176 | Esagonale (27)      | 6/m             | C6h             | P6/m, P63/m |
| 177–182 | Esagonale (27)      | 622             | D6              | P622, P6122, P6522, P6222, P6422, P6322 |
| 183–186 | Esagonale (27)      | 6mm             | C6v             | P6mm, P6cc, P63cm, P63mc |
| 187–190 | Esagonale (27)      | 6m2             | D3h             | P6m2, P6c2, P62m, P62c |
| 191–194 | Esagonale (27)      | 6/mmm           | D6h             | P6/mmm, P6/mcc, P63/mcm, P63/mmc |
| 195–199 | Cubico (36)         | 23              | T               | P23, F23, I23, P213, I213 |
| 200–206 | Cubico (36)         | m3              | Th              | Pm3, Pn3, Fm3, Fd3, Im3, Pa3, Ia3 |
| 207–214 | Cubico (36)         | 432             | O               | P432, P4232, F432, F4132, I432, P4332, P4132, I4132 |
| 215–220 | Cubico (36)         | 43m             | Td              | P43m, F43m, I43m, P43n, F43c, I43d |
| 221–230 | Cubico (36)         | m3m             | Oh              | Pm3m, Pn3n, Pm3n, Pn3m, Fm3m, Fm3c, Fd3m, Fd3c, Im3m, Ia3d |